# نيل ثيوبالد
نيل ثيوبالد (بالإنجليزية: Nell Theobald)‏ هي عارضة وممثلة أمريكية، ولدت في 5 أكتوبر 1944، وتوفيت في 20 أغسطس 1977 في نيويورك في الولايات المتحدة.